# 里娅·汤普森
里娅·汤普森（英語：Ria Thompson，1997年11月3日—），澳大利亚女子赛艇运动员。她曾代表澳大利亚参加2020年夏季奥林匹克运动会赛艇比赛，联同凯特琳·克罗宁、哈丽雅特·赫德森和罗伊娜·梅雷迪思获得女子四人双桨铜牌。